# Отиловићи (језеро)
Језеро Отиловићи је вештачко језеро које се налази у селу Отиловићи 11 км југоисточно од Пљеваља. Језеро је подигнуто 1982. године на ријеци Ћехотини. Направљено за потребе термоелектране Пљевља, а има запремину од 18 милиона кубних метара.

## Географија
На реци Ћехотини изграђена је вештачка акумулација „Отиловићи”, капацитета 18 милиона м³, чија је основна намена снадбевање ТЕ „Пљевља” водом ради хлађења турбина, међутим, вода из овог језера користи се и за водоснабневање града. Језеро је настало потапањем кањона на реци Ћехотини, дуго је 11 km, а упркос томе што је вештачко, успешно се уклопило у природни амбијент. На језеру је изграђена риболовачка стаза и риболовачки дом, а на средини језера кућица на води разбија монотонију водене површине.

### Меандри Ћехотине
Меандри Ћехотине који се налазе на 20 км од Пљеваља, на путном правцу Пљевља-Вруља, у селу Матаруге, тачка су са које се сагледава сва моћ природе. Река Ћехотина је дугачка 125 километара и протиче кроз Црну Гору и Босну и Херцеговину, где се улива у Дрину. То је планинска река која извире код места Доњи Колашин, у близини границе Србије и Црне Горе. Меандри Ћехотине су природни феномен реке, који је постао видљив оку посматрача након изградње акумулације Отиловићи за потребе ТЕ Пљевља, након што је дошло до издизања нивоа реке, ширења њеног корита и испуњавања меандара водом. 

## Риболовачка стаза и риболовачки дом
Риболовачка стаза и риболовачки дом на Отиловићком језеру су направљени пре 15-так година када су се одржавале МОСИ игре у Пљевљима (Међуопштинске спортске игре које окупљају спортисте са тромеђе ЦГ-БИХ-СРБ). Рибарски дом је дат на коришћење Спортско-риболовном клубу Липљен од стране Општине Пљевља. Стазу и дом највише користе риболовци из Пљеваља, али и из региона, као и туристи, рекреативци, излетници и купачи.

## Фауна Отиловићког језера
Отиловићко језеро, богато са поточном пастрмком, кленом, шкобаљем, али и младицом.